# Parker Duofold

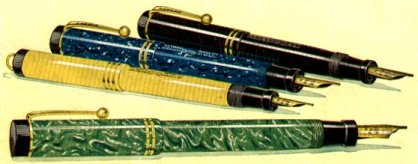
Parker Duofolds

De Parker Duofold is een ontwerp van een reeks pennen geproduceerd door de Parker Pen Company.

## Historie
De Parker Duofold vulpen werd in 1921 voor het eerst op de markt gebracht. Hij was gemaakt van helderrood rubber, zeer opvallend want de meeste pennen waren zwart, en werd aangeboden voor de voor die tijd zeer hoge prijs van 7 dollar. Ondanks de prijs werd de pen een succes, waarmee de Parker Pen Company een bekende naam werd op het gebied van schrijfwaren.

## Modellen
De oorspronkelijke Duofold werd snel gevolgd door de kleinere Duofold Junior, Duofold Special en Duofold Lady. Terwijl de Juniorversie ook gebruik kon maken van Parker’s Washer clip, kon de Duofold Lady rond de nek worden gehangen. De Parker Duofold was tot 1926 alleen in zwart en rood hard rubber verkrijgbaar. In datzelfde jaar introduceerde Parker de “Unbreakable Permanite Duofold” (“Onbreekbare Permanite Duofold”): Permanite was Parkers handelsnaam voor een kunststof geproduceerd door DuPont. De eerste nieuwe kleur was het traditionele rood, gevolgd door jadegroen, waarmee de strijd werd aangegaan met Sheaffers revolutionaire Jade Radite Lifetime pennen. Daarna volgden er nog lapislazuliblauw en mandarijngeel. In 1928 werd Moderne Black & Pearl geïntroduceerd als een luxe uitvoering en Parker liet dit zien door een derde ring toe te voegen aan de dop, waar er voorheen twee werden gebruikt. In 1930 werd de Duofoldcollectie gestroomlijnd door taps toelopende uiteinden, waarmee er een einde kwam aan de bekende “flattopstijl” (plat einde).

## Gedateerd
In het begin van de jaren dertig van de 20e eeuw was het uiterlijk van de Duofold gedateerd. Parker introduceerde de vervanger, de Parker Vacumatic, in 1933, waarmee de Duofoldreeks naar de tweede plaats werd verbannen (ook al volgde het vernieuwde ontwerp de stijl van de Vacumatic door een slanker profiel, een gestroomlijnd uiterlijk en het vacuüm zuigsysteem). In Europa bleef de Duofold populair tot ver in de jaren dertig van de 20e eeuw. In de jaren tachtig werd de Duofoldcollectie van Parker nieuw leven in geblazen ter ere van het 100-jarig bestaan van de Parker Pen Company.